# Фадин, Вадим Иванович
Вадим Иванович Фадин (15 июня 1936, Москва, РСФСР, СССР) — русский поэт и прозаик.

## Биография
Родился 15 июня 1936 года. Отец, Иван Аккиндинович Фадин, родом из крестьян Саратовской губернии, участвовал с 1918 года в гражданской войне и только по болезни оставил армию в 1930 году. В дальнейшем он занимал руководящие должности в советской системе управления. Мать, Мария Петровна Фадина, родилась в Орле и там закончила гимназию. Она скончалась в Москве в 2003 году на 101-м году жизни. Её дед, Гавриил Архангельский, был священником в городе Крапивна Тульской губернии, а отец, Петр Гаврилович, дворянин, был преподавателем географии Орловского-Бахтина кадетского корпуса в чине майора, и она всю жизнь скрывала эти факты, чтобы не повредить карьере мужа. Сестра Петра Гавриловича, Александра Гавриловна Архангельская, была одной из первых женщин-врачей в России, знаменитым хирургом, основала больницу в Подмосковье, где проработала всю жизнь.
Сын Вадима, Дмитрий Фадин, занимается проектами в области здравоохранения, женат, трое детей.
Вадим Фадин учился в Москве одновременно в музыкальной школе им. Гнесиных и в известной тогда общеобразовательной школе № 110, а затем — в авиационном институте, который окончил в 1959 году. До 1976 года он работал испытателем ракет, затем перешёл в службу научно-технической информации и пиара. Стихи начал писать ещё в школе, но считает началом литературной работы только 1958 год, когда его поэму отметил Павел Антокольский. В печать Вадим пробивался с большим трудом: первая его публикация относится к 1963 году, а первый сборник стихов, сданный в том же году в издательство «Советский писатель», вышел там (из-за ошибки издательства — под чужим названием) лишь спустя 22 года, в 1985 году.
Фадин перевёл стихи многих эстонских поэтов. В 1994 году были изданы три книги стихов итальянских поэтов в переводе В. Фадина, Л. Вершинина и Е. Молочковской.
В 1996 году Вадим Фадин и его жена Анна переехали в Берлин. Короткое время, при существовании на германском телевидении русского канала «Пятая волна», Вадим вёл там авторскую программу «Берлинский круг чтения». После переезда в Германию его произведения публиковались в выходящих на русском языке литературных журналах Германии («Темна вода во облацех» — журнал «Родная речь», (Германия), № 9, 2000 г.), США («Кто смотрит на облака» — журнал «Новый журнал» (США), № 255, 2008 г.), Израиля («Темна вода во облацех» — журнал «22» (Израиль), № 118, 2000 г.), Дании, Эстонии.
С 2000 года в доме Фадиных существует русский литературный салон, где побывали многие известные писатели не только из различных частей Германии, но и из других стран, а также из Москвы и Санкт-Петербурга.

## Участие в творческих и общественных организациях
- Член Содружества русскоязычных литераторов Германии (СЛоГ) (с 2009)[1]

## Творчество
- «Пути деревьев», сборник стихотворений (1985, «Советский писатель», Москва).
- «Черта», книга стихов (1990, «Прометей», Москва).
- «Рыдание пастухов», роман (май 2004, «Алетейя», Санкт-Петербург).
- «Семеро нищих под одним одеялом», роман (2005, «Алетейя», Санкт-Петербург).
- «Нить бытия», книга стихов (2006, «Алетейя», Санкт-Петербург).
- «Снег для продажи на юге», роман (2010, «Алетейя», Санкт-Петербург).
- «Утонувшая память», сборник стихов (2011, «Время», Москва).
- «О Моцарт, Моцарт!» (2012, сборник повестей, «Алетейя», Санкт-Петербург).
- «Обстоятельства двойной жизни», записки (2012, «Время», Москва).
- «Пейзаж в окне напротив», сборник малой прозы (2016, «Время», Москва).
- «Девочка на шаре», сборник малой прозы (2018, «Алетейя», Санкт-Петербург).
- «Хор мальчиков», роман (2021, «Время», Москва).
- «Wer nach den Wolken schaut» (2021, «Anthea Verlag», Берлин).

Публикация повестей в журналах:
2000 — «Темна вода во облацех» — журнал «Родная речь» (Германия), № 9
2000 — «Темна вода во облацех» — журнал «22» (Израиль), № 118
2008 — «Кто смотрит на облака» — журнал «Новый журнал» (США), № 255

## Переводы
Книги переводов итальянской поэзии (в соавторстве с Л. А. Вершининым и Е. Г. Молочковской):
Альбино Пьерро «Земля воспоминаний», (1994, изд. ЭЛИА-АРТО, Москва)
Маура дель Сера «За солнцем и ночью вослед», (1994, изд. ЭЛИА-АРТО, Москва)
Коррадо Калабро «Таинственная незнакомка», (1994, изд. ЭЛИА-АРТО, Москва)

## Награды и номинации
2004 — номинация романа «Рыдание пастухов» на премию «Русский Букер», длинный список.
2005 — номинация романа «Рыдание пастухов» на Бунинскую премию, длинный список.
2005 — почётный диплом премии «Серебряная литера» (Санкт-Петербург) «За трепетное отношение к русскому языку».
2008 — звание лауреата премии им. М. Алданова (США) в номинации «Лучшая повесть русского зарубежья».
2008 — орден «За заслуги» I степени; присуждён Советом по общественным наградам РФ за выдающийся вклад в русскую литературу.
2011 — орден Серебряного орла; присуждён Международным наградным союзом за большой вклад в европейскую литературу.
2011 — номинация книги «Утонувшая память» на Русскую премию, длинный список.
2012 — номинация на соискание Специального приза Оргкомитета и Жюри Русской премии в номинации «За вклад в развитие и сбережение традиций русской культуры за пределами Российской Федерации», короткий список.